# 南鸟岛
南鳥島（日语：／ Minami Torishima），亦名馬庫斯島（Marcus Island），是日本在太平洋中的一個珊瑚島，地理上位於大洋洲，鄰近關島和北馬利亞納群島，行政上屬東京都小笠原村管轄。南鳥島位於北緯24°18′，東經153°58′，為日本最東端的領土，西距最近的日本領土小笠原群島1,267公里，西北距東京1,848公里，東南距威克島1,415公里，西南距馬利安納群島1,021公里。該島面積1.52平方公里，除駐守人員外無常住人口。

## 概要
氣候
熱帶草原氣候（Aw）。降雨量低，全年平均氣溫超過20℃。
地形
該島外型接近正三角形，每邊2公里，全島地勢平坦，最高地點的標高只有9米。
其它
島上設有軍事機場南鳥島航空基地，並有南鳥島航空派遣隊駐紮。

## 歷史
- 1864年 - 美國人首先確定了該島的位置，並將該島命名為「馬庫斯島」。
- 1879年 - 日本人登陸該島。
- 1896年6月30日 - 水谷新六到達，同時從母島46人移住該島，並將村落命名為「水谷」。
- 1898年7月19日 - 日本宣佈佔領該島。
- 1898年7月24日 - 正式命名「南鳥島」並納入當時的東京府小笠原支廳管轄。
- 1902年 - 美國由夏威夷派出軍艦，嘗試取得該島主權，但日本也派出軍艦，並率先美國一步登島牽制，兩軍在島上發生小規模衝突，最終以和解方式且承認該島為日本領土。
- 1933年 - 全島居民撤離，成為無人島。
- 1935年 - 設立海軍氣象觀測所。
- 1942年3月4日 - 第二次世界大戰期間，日本在島上駐軍4,000人，美國海軍於該日對該島第一次進行空襲[1]，並在次年1943年8月31日起多次進行空襲，但均未試圖登陸佔領[2]。
- 1943年7月1日 - 將東京府改制為東京都。
- 1945年 - 美軍佔領。
- 1952年 - 根據舊金山和約，該島交付美國託管。
- 1968年 - 美國將該島交付日本，納入東京都小笠原村。
- 2018年4月11日 - 根據《共同社》報導，日本海洋研究開發機構和東京大學團隊昨日宣布，針對南鳥島近海海底所做的稀土濃度調查結果顯示，在2,500平方公里內蘊藏量超過1,600萬噸，等同全球數百年的消費量。[3]

## 現況
- 無一般居民居住，僅氣象廳（南鳥島氣象觀測所）、海上保安廳（南鳥島ロランC局）、海上自衛隊（南鳥島航空派遣隊）等單位職員進駐該島。
- 島的一邊設立1380m的機場跑道，用來通航、補給，亦設有港口，但因島淺灘有珊瑚礁，大型船隻無法接近，必須靠小船接泊。
- 該島與硫磺島同為日本郵便指定的交通困難地（日语：交通困難地），因此凡住所登記為兩島之一的郵件均不予遞送。[4]

## 資料來源
1. ↑  The Raids on Wake and Marcus Islands （页面存档备份，存于）, Early Raids in the Pacific Ocean. USN Combat Narrative series. Office of Naval Intelligence, United States Navy, 1943.
2. ↑  .   [2012-09-04]. （原始内容存档于2012-07-10）.
3. ↑  . 自由時報電子報. 2018-04-11  [2018-04-11]. （原始内容存档于2018-04-12）.
4. ↑   (PDF).   [2024-12-30]. （原始内容存档 (PDF)于2021-05-05） （日语）.

## 外部連結
- 国土地理院 地図閲覧サービス 2万5千分1地形図名：南鳥島 (南東)（页面存档备份，存于）
- Google Map （页面存档备份，存于）
- 南鳥島（页面存档备份，存于） - （東京都小笠原村）
- 南鳥島のご案内（関東地方整備局甲武営繕事務所），存于
- 気象庁南鳥島気象観測所（页面存档备份，存于）
- はなのはね南鳥島ガイド（页面存档备份，存于）
- 南鳥島における海岸清掃作戦（页面存档备份，存于）（笹川平和財団）
- 日本の最南東端「南鳥島」（页面存档备份，存于）
- 南鳥島の領有と経営 アホウドリから鳥糞，リン鉱採取（页面存档备份，存于） - 平岡昭利、歴史地理学45-4 (215) 1 ~ 14  2003. 9